# エドワード・ロー
エドワード・ロー (Edward "Ned" Low、1690年-1724年)は、18世紀初頭「海賊の黄金時代」後期の有名な英国出身の海賊。姓はロウと表記することもある。愛称はネッド。ロンドン・ウェストミンスターのスラム街で生まれたローは幼い頃から泥棒だった。後にマサチューセッツ州ボストンに移住。結婚していたが妻を1719年に亡くした。2年後に海賊となり、ニューイングランドとアゾレス諸島、カリブ海沿岸で活動した。
ローは3～4隻の小さな艦隊を指揮していた。彼と仲間の海賊たちはその短いキャリアの間に少なくとも100隻の船を拿捕し、ほとんどを燃やした。彼はわずか3年間しか活動していないが、若く悪質な海賊の一人として知られており、相手を殺す前に激しい拷問を行うことで有名である。
ローは1724年に死んだとされるが、詳細は不明であり多くの憶測の対象となっている。

## 略歴
エドワード・ローは1690年に英国ロンドン・ウェストミンターで生まれた。文盲で喧嘩っ早いローは幼い時からスリや窃盗に手を染め、庶民院の従僕と賭博をしているのが常だった。彼の兄弟たちも泥棒であり、そのうちの一人リチャードはステップニーの民家に押し入ったかどでタイバーン刑場で縛り首となった。
1710年頃に故郷から離れたローは新世界に渡り、マサチューセッツ州ボストンに移住する。1714年8月12日にファースト教会でイライザ・マーブルという女性と結婚した。最初の息子は幼くして亡くなり、次の娘エリザベスが生まれた際に妻のイライザが亡くなる。妻を失った事で失望したローは娘を残して海に出るが、この経験から既婚の者は仲間に加えず、海賊行為で捕えた女性は安全に港に帰したとされる。
1722年にホンジュラスへ向かうスループ船に乗り込み、ログウッドを伐採し船に積み込む仕事を始める。ある時、仕事を急ぐ船長が昼食を後回しにして働けと命じた際に、空腹かつラム酒で酔っていたローはマスケット銃に弾を込め、船長に向けて発砲した。弾は外れて他の乗組員に当たり、ローは12人の仲間たちを連れて船から逃げ出した。翌日、仲間たちと小型船を奪い取ったローは黒い海賊の旗を掲げ、海賊エドワード・ロー船長となり、全世界に戦いを宣言した。

## 海賊行為

### ジョージ・ロウザーとの出会い

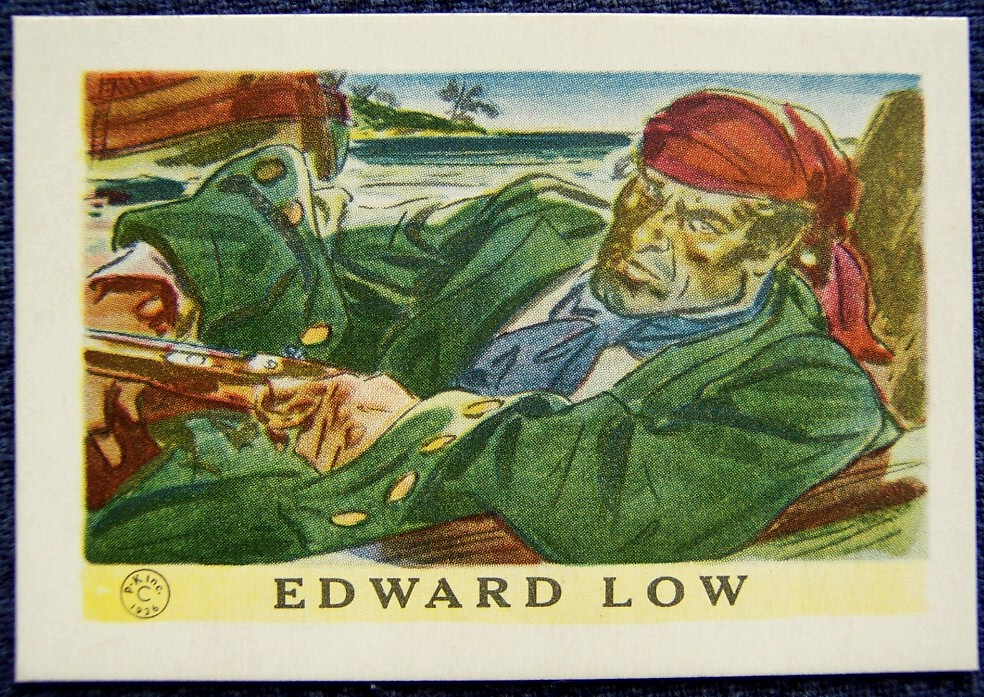
ジョリーロジャー海賊カード(1936)より、エドワード・ロー

ローと仲間たちはボストンとニューヨーク間の航路を通る商船を付け狙い、ロードアイランドの沖でスループ船を奪った。そのまま港に警告が届かぬ合間にローズマリー近郊で多数の非武装の商船を略奪した。
ケイマン諸島海域に入ったローはそこで海賊ジョージ・ロウザー(ジョージ・ラウザ)船長と出会い、彼の副官となる。当初乗り込んだ100トンのハッピーデリバリー号がインディアンによって破壊されたため、ロウザーらと共にスループ船レンジャー号に乗り換えた。ロウザーとローは相手の手首を縛り上げ、指の間に燃える板を挟み、骨が剥き出しになるまで指を焼くという拷問をよく行った。
1722年5月28日、ロウザーとローは六門の砲で武装したブリガンティン船、レベッカ号を拿捕した。しかしこれを機にロウザーはローとの同盟を解消する事を決心した。ローは常に規律を乱し、あまりに野心的な故に船長のやり方にいつも満足しなかったからである。投票が行われ、ローは44人の乗組員と共にレベッカ号に移り、ロウザーの一味と訣別する事となった。

### 船長
1722年6月、ローはローズマリー港に入港した。港には13隻の非武装の漁船が停泊しており、ローはこれらを1隻残らず奪ってしまった。海賊旗を掲げて「抵抗すれば命はない」と脅迫していたとされる。略奪の後、ローは80トンのスクーナー船を自らの旗艦とする事に決め、砲十門を積み込み「ファンシー号」と名付けた。1723年5月にロアタン島にて脱出したフィリップ・アシュトンの語るところによると、海賊の一味に加わる契約書に署名しないと、鎖に繋がれて鞭で打たれ、何度も殴打され、殺すと脅迫されたのだという。これは特にローの一味の操舵手であったジョン・ラッセルによって行われたとされる。また、ローの戦術は偽の旗を掲げて船に近付くという狡猾なものだったという。
アゾレス諸島に渡ったローはそこで「ローズピンク号」というフランス船を奪い海賊船とした。その際、ほかに拿捕していたフランス船には火を付けて沈めた。乗組員は全員海賊船に移したが、船のコックをしていた男だけは運悪くローの虐待の対象となってしまった。ローはコックをメインマストに縛り付けて生きたまま焼き殺し、「脂がのったフライだ」と言い放ったという。

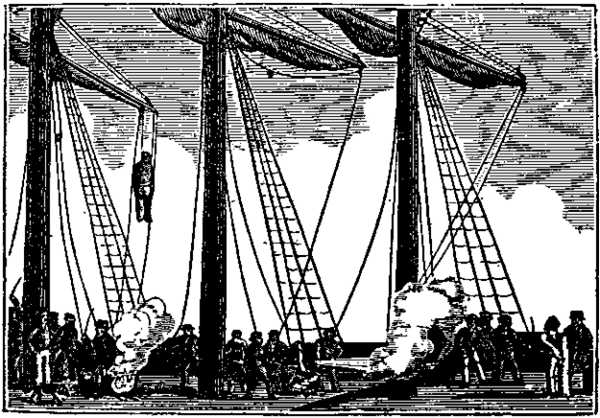
A Pirate's Own Book (1837)より、ロー船長による虐待

8月20日、捕えたイギリス船の船員たちが少しばかり抵抗の構えを見せた事に腹を立てたローは、彼らに暴行を含める野蛮な仕打ちを加えた。数人いたポルトガル人に対する仕打ちはことさら残酷であり、ローは彼らを帆桁に吊し上げ、衰弱しきったところで甲板に降ろし、再び吊し上げるというような行為を何度も繰り返した。あるポルトガル人がこの様子を見て悲痛な顔をしていたところ、ローの部下のうちの一人が彼を殴打し、「気に入らねぇ面をしてやがる」と言いざま腹部を横に斬りつけて殺した。これらの野蛮な行為の最中、部下が捕虜を斬りつけようとした際に誤ってローの顎の下を切ってしまう事故が発生した。船医が傷口を縫合したが、ローが彼の処置にケチをつけたため、船医はローを殴りつけて「ならば自分で縫え」と憤慨した。このためローの顎にはしばらく醜い傷跡が残ったとされる。
レベッカ号とローズピンク号に海藻やフジツボなどが付着し、それらを取り除く作業が必要となった。ローはスリナムから東の地域でこれらの作業に取り掛かった。経験が浅いながらも部下たちに修復作業を命じたが、ローズピンク号は転覆し、2人の部下も失ってしまった。ローズ号が失われたためローはやむなくファンシー号に乗り移った。

### 1723年
1723年1月25日、ローの艦隊は「ノストラ・シニョーラ・デ・ヴィクトリア号」というポルトガルの船を拿捕した。ローが乗組員を拷問して金の在り処を聞き出したところ、船長が海賊に拿捕される前に11,000モイドールもの金貨を詰めた袋を海に投下してしまったと白状した。烈火のごとく激怒したローは船長の唇を切り取り、それを目の前で焼肉にしてまだ熱いうちに食わせたという。ローの怒りはそれでも収まらず、船長と32人の乗組員全員を殺してしまった。これはローの最も残酷なエピソードだとされる。
ポルトガル船での虐殺の後、一味は西インド諸島を1か月にもわたって荒らしまわった。多数の船を掠奪し、ニューイングランド出身の船長の船は焼き払ってしまった。ローはニューイングランド人に憎しみを持っていたとされる。
3月、ホンジュラス湾にてスペインのスループ船を攻撃した。ところがこの船はスペインの海賊船であり、ホンジュラス湾でイギリス籍の船を襲っていたのである。ローたちは船倉に捕らわれていた6人のイギリス人船長を解放し、70人ものスペイン人の海賊を皆殺しにした。この時、ローと部下たちは命乞いをする者の口に銃口を突っ込み、脅迫してから殺害した。スループ船には火を放ったとされる。

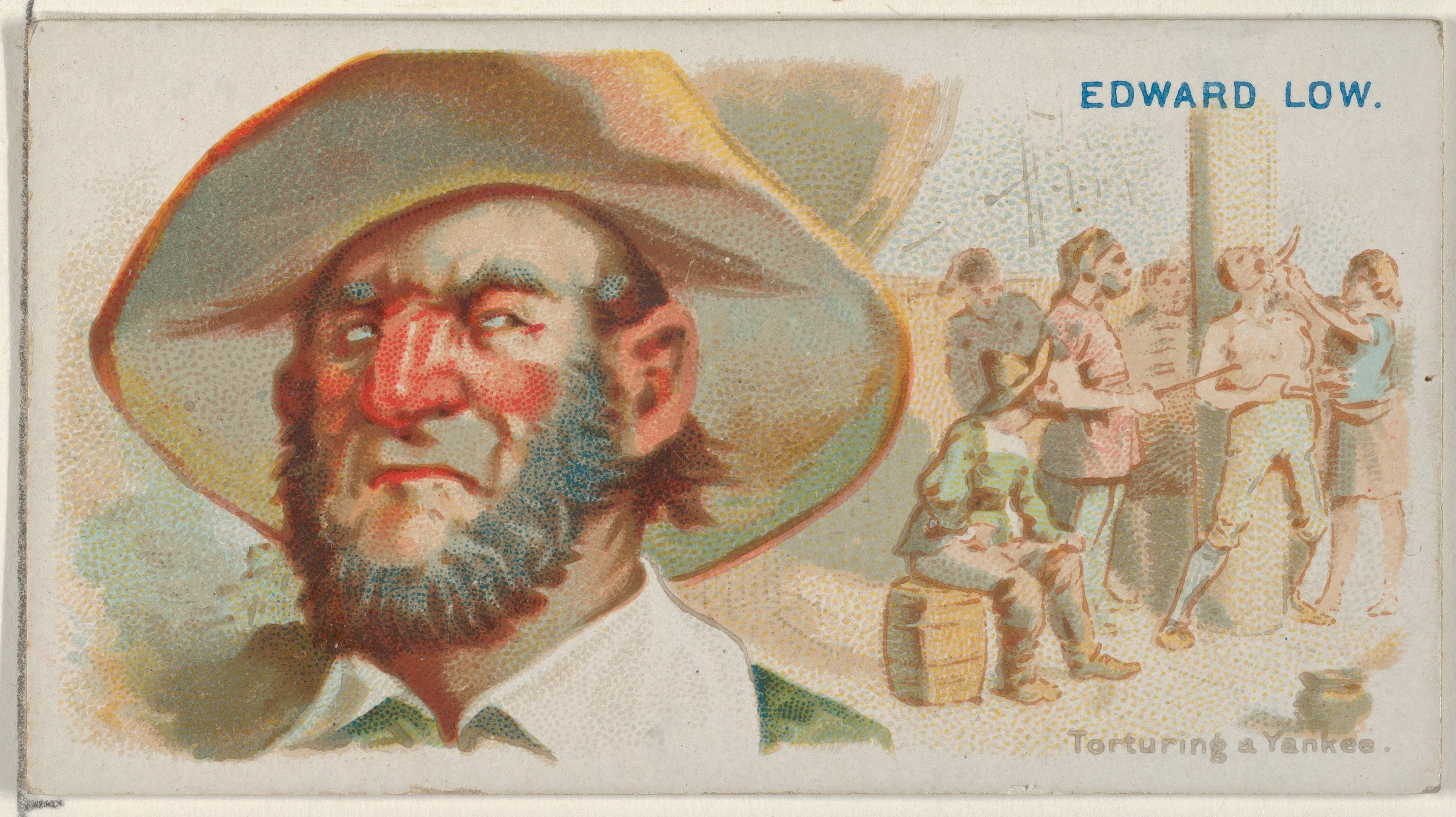
ニューイングランド人を拷問するロー Allen & Ginterのシガレットカード「Pirates of the Spanish」(N19)シリーズ

その後数か月の間、ローは多数の船を拿捕して砲10門のスループ船フォーチュン号を旗艦とし、僚船であったレンジャー号は元操舵長のチャールズ・ハリスに任せた。5月8日、ローはキューバ西端の沖合でジョン・ウェランド船長のアムステルダム号を拿捕し、彼を短剣で散々斬り付けた挙句に耳を削ぎ落すという手ひどい虐待を加えた。ウェランドはローの部下が連れてきた船医によって治療されたが、150ポンド相当の金銀と食料、奴隷を奪われた上、アムステルダム号は沈められてしまった。ウェランド自身は別の船に乗せられて解放された。
同月、サウスカロライナ沖にていくつかの船を攻撃した後、ニューイングランド出身の船長の船を拿捕した。ローはこの土地の出身者に対しては容赦がなく、耳と鼻を削ぎ落として虐待した。また別の船では乗組員たちの指に火の付いた縄を結び付け、肉が落ち骨が剥き出しになるまで焼くという拷問を加えた。挙句生き残った者たちからは食糧を全て奪い、無人の島に置き去りにしてしまったという。
これらの狼藉行為はついにイギリス軍艦「グレイハウンド号」の耳にまで及ぶ事となった。6月10日、ピーター・ソルガード艦長の指揮のもと海賊討伐に乗り出したグレイハウンド号はローの艦隊を攻撃した。ローは僚船であるハリス船長のレンジャー号を犠牲にして海域から離脱した。ハリスや船医を含む25名はロードアイランドのニューポート に連行され、裁判で有罪を宣告されて縛り首となった。ハリスだけはロンドンのワッピングまで移送されて死刑になったという説がある。
グレイハウンド号から逃れたローはありとあらゆる呪いの言葉を吐き、今後拿捕した船はことごとく復讐の対象にすると誓った。北に航海し、捕鯨船から食糧を奪って船長を射殺した。さらにマサチューセッツ州ナンタケットで小型の捕鯨スループ船を襲い、まだ若い船長を鞭で打ちながら甲板中を引きずり回し、耳を削ぎ落としてから撃ち殺した。ローたちは残った捕鯨船の乗組員たちが餓死するように海に放したが、ナンタケットの乗組員たちは天候に恵まれ、港に辿り着くことができた。その後、ブロック島で拿捕した船では船長を斬首して殺してしまい、虐待行為には及ばなかったものの、ロードアイランド近くで拿捕した2隻の捕鯨船ではそうはいかなかった。ローは1人の船長の腹部を切り裂いて内臓を引きずり出し、もう1人の船長は耳を削ぎ落とし、目の前でそれを調理すると、船長自身にそれを食べるよう強要したという。船長は言葉もなくこの野蛮な命令に従った。この時ローは乗組員たちを皆殺しにしてしまおうと考えていたが、部下たちはこの野蛮な命令を拒んだ。
ローの残虐行為はノバスコシア沿岸でも報告され、多数の者が鼻や耳を削ぎ落されて不具になった。ローがある船からワインとブランデーを奪った時、その船の船長は荷主から着服を疑われないようにローが酒を奪ったことを一筆書いてほしいと頼んだ。ローは喜んで同意し、両手に銃を持つと「一つはワインの分だ」と言って船長の腹部を撃ち、さらに「これはブランデーの分だ」と言って頭を撃って殺した。
7月、ローはヴァージニアの大型商船「メリークリスマス号」を拿捕し、三十四門の砲を積んで旗艦とした。この海域で拿捕した船にイギリス船があったが、その船はポルトガル人が買い取った物であった。ローは乗船していたポルトガル人を全員吊るした上で船に火を放った。さらにセントミカエル島で拿捕した船の船長は両耳を付け根から切り取った。ローはこの土地で多数の船を焼き払ってしまったとされる。
その後、一味はギニア沖にて「デライト号」を拿捕し、操舵手のフランシス・スプリッグスに与えるも、スプリッグスはローとのいさかいが原因でローを見捨てて行ってしまった。

### 最期
ローの最期についてはよく分かっていない。キャプテン・チャールズ・ジョンソンの『海賊史』によれば、ローはカナリア諸島とギニアで目撃されたのを最後に情報が途絶えたとされる。憶測ではあるが、「ブラジルを目指す途中で嵐に遭い海の藻屑となった」、「部下に置き去りにされた後でフランス船に拾われるも正体が発覚し、マルティニーク島で縛り首となった」などの説がある。

## 人物
ローは非常に残忍でその所業によって悪名を轟かせた。怒っている時のみならず、上機嫌なあまり人を殺すことすらあった。『海賊史』ではローについて「野蛮さにおいてローの一味に並ぶものはイギリスの海賊のうちには他に見当たらない」 と述べ、彼の異常性について論じた。
「彼らにとって楽しみと怒りは同じようなものだった。どちらも捕虜が泣き叫び、苦しむことで満足させられるのであった。だから彼らは気分が昂じたときにも、ひどく腹を立てたときにも、同じように人を殺した。不幸にも一味の捕虜になったものは、身の安全を守る術がなかった。なぜなら、彼らの笑顔の中にこそ、危険が潜んでいたからである」
バージニアのグレーヴス船長がローに捕われた際、ローは船長に気前よく酒を勧めた。しかし飲酒の習慣がない船長は自分は飲めないと言ったが、その途端ローは船長にピストルを突き付けて「弾を喰らうか酒を飲むかどっちかにしろ」と脅迫した。船長は一気に酒を飲み干した。
サー・アーサー・コナン・ドイルはローを「野蛮で絶望的」と表現し、「驚くほどに野蛮でグロテスク」だと評した。ニューヨークタイムズは彼を拷問人と呼び、その所業を「スペイン異端審問のような独創性がある」とした。
一方でローは残してきた娘を思ってはたびたび感傷的になっていたという。フィリップ・アシュトンは「ローは感情的に不安定で、ボストンに残してきた子供に愛情を感じていた。酔いからさめると優しくなり、子供のことを話しながら泣き出してしまうほどだった」と語っている。

## その他

ローの海賊旗

- ローは「黒地に赤く染まる髑髏」を海賊旗とした。また、艦隊を集合させる際の合図として「緑地に黄色のラッパ奏者」の旗を縦帆の先に掲げたとされる。
- 米国のテレビシリーズ「Black Sails/ブラック・セイルズ」ではタイグ・マーフィーがエドワード・ローを演じる。
- 尾田栄一郎の漫画「ONE PIECE」に登場するトラファルガー・ローは、エドワード・ローが名前のモチーフとなっている。
- 2004年の報道によると、著名な冒険家のF・A・ミッチェル＝ヘッジスが1920年代にホンジュラスのロアタン島でローが隠した財宝を発見したという[29]。